# Gausganj
Gausganj là một thị trấn thống kê (census town) của quận Kanpur Dehat thuộc bang Uttar Pradesh, Ấn Độ.

## Nhân khẩu
Theo điều tra dân số năm 2001 của Ấn Độ, Gausganj có dân số 7708 người. Phái nam chiếm 53% tổng số dân và phái nữ chiếm 47%. Gausganj có tỷ lệ 62% biết đọc biết viết, cao hơn tỷ lệ trung bình toàn quốc là 59,5%: tỷ lệ cho phái nam là 70%, và tỷ lệ cho phái nữ là 54%. Tại Gausganj, 16% dân số nhỏ hơn 6 tuổi.